# Triphora surinamensis
Triphora surinamensis là một loài thực vật có hoa trong họ Lan. Loài này được (Lindl. ex Benth.) Britton miêu tả khoa học đầu tiên năm 1924.